# Rio Open 2022
Il Rio Open 2022, conosciuto anche come Rio Open presented by Claro per motivi di sponsorizzazione, è stato un torneo professionistico di tennis giocato all'aperto sulla terra rossa. È stata l'8ª edizione dell'evento, torneo facente parte dell'ATP Tour 500 nell'ambito dell'ATP Tour 2022. Il torneo si è svolto al Jockey Club Brasileiro di Rio de Janeiro in Brasile, dal 14 al 20 febbraio 2022.

## Partecipanti

### Teste di serie
| Nazionalità | Giocatore            | Ranking | Testa di serie* |
| ----------- | -------------------- | ------- | --------------- |
| Italia      | Matteo Berrettini    | 6       | 1               |
| Norvegia    | Casper Ruud          | 8       | 2               |
| Argentina   | Diego Schwartzman    | 15      | 3               |
| Spagna      | Pablo Carreño Busta  | 16      | 4               |
| Cile        | Cristian Garín       | 20      | 5               |
| Italia      | Lorenzo Sonego       | 22      | 6               |
| Spagna      | Carlos Alcaraz       | 29      | 7               |
| Spagna      | Albert Ramos Viñolas | 32      | 8               |

* Ranking al 7 febbraio 2022.

### Altri partecipanti
I seguenti giocatori hanno ricevuto una wildcard per il tabellone principale:
- Felipe Meligeni Alves
- Thiago Monteiro
- Shang Juncheng

I seguenti giocatori sono passati dalle qualificazioni:

- Sebastián Báez
- Daniel Elahi Galán
- Miomir Kecmanović
- Juan Ignacio Londero

I seguenti giocatori hanno avuto accesso al tabellone principale come protected ranking:
- Pablo Andújar
- Pablo Cuevas
- Fernando Verdasco

### Ritiri
Prima del torneo
- Dominic Thiem → sostituito da  Pablo Cuevas

## Partecipanti al doppio

### Teste di serie
| Nazione     | Giocatore            | Nazione   | Giocatore        | Ranking* | Testa di serie |
| ----------- | -------------------- | --------- | ---------------- | -------- | -------------- |
| Spagna      | Marcel Granollers    | Argentina | Horacio Zeballos | 13       | 1              |
| Colombia    | Juan Sebastián Cabal | Colombia  | Robert Farah     | 22       | 2              |
| Regno Unito | Jamie Murray         | Brasile   | Bruno Soares     | 37       | 3              |
| Uruguay     | Ariel Behar          | Ecuador   | Gonzalo Escobar  | 85       | 4              |

* Ranking aggiornato al 7 febbraio 2022.

### Altri partecipanti
Le seguenti coppie hanno ricevuto una wildcard per il tabellone principale:
- Rogério Dutra da Silva /  Orlando Luz
- Rafael Matos /  Felipe Meligeni Alves

La seguente coppia è passata dalle qualificazioni:
- Pablo Andújar /  Pedro Martínez

### Ritiri
Prima del torneo
- Dušan Lajović /  Franko Škugor → sostituito da  Laslo Đere /  Dušan Lajović

## Campioni

### Singolare maschile
Carlos Alcaraz ha sconfitto in finale  Diego Schwartzman con il punteggio di 6-4, 6-2.
- È il secondo titolo in carriera per Alcaraz, il primo della stagione.

### Doppio maschile
Fabio Fognini e  Simone Bolelli hanno sconfitto in finale  Jamie Murray e  Bruno Soares con il punteggio di 7-5, 6(2)-7, [10-6].